# Naryn (Tuwa)
Naryn (ros. Нарын) – wieś w Rosji, w Tuwie, w kożuunie erzińskim. W 2010 liczyła 1691 mieszkańców.